# غوردون إي. هاينز
غوردون إي. هاينز (بالإنجليزية: Gordon E. Hines)‏ هو شخصية أعمال أمريكي، ولد في 30 أكتوبر 1929، وتوفي في 18 نوفمبر 2007.